# 硼氢化镁
硼氢化镁是一种无机化合物，有强还原性，受热分解。

## 制备
硼氢化镁由硼氢化锂和氯化镁为原料，在加热且无溶剂的条件下制备。

## 物理性质
硼氢化镁在453K为六方结构，具有P61空间群（a = 10.047(3)Å, c = 36.34(1)Å, V = 3176(1)Å3 at 0.2 GPa）；随着温度升高，转为正交晶系，空间群为Fddd；达到613K时，开始分解，放出氢。多孔的硼氢化镁可以吸收氢气、氮气和二氯甲烷。

## 化学性质
硼氢化镁在270℃分解，完全释放出氢气，得到单一相的MgB2。T. Matsunaga认为硼氢化镁的分解分为两步：
第一步：达到563K时，按下式分解：
Mg(BH4)2 → MgH2 + 2 B + 3 H2
第二步：超过590K时，按下式分解：
MgH2 → Mg + H2

## 配合物
硼氢化镁存在一些配合物，如Mg(BH4)2·Me2NC2H4NMe2、Mg(BH4)2·6NH3和Mg(BH4)2·2NH3。